# Monroe County, Indiana
Monroe County är ett county i delstaten Indiana, USA, med 137 974 invånare. Den administrativa huvudorten (county seat) är Bloomington.

## Geografi
Enligt United States Census Bureau så har countyt en total area på 1 065 km². 1 020 km² av den arean är land och 44 km² är vatten.  

### Angränsande countyn
- Morgan County - norr
- Brown County - öst
- Jackson County - sydost
- Lawrence County - söder
- Greene County - sydväst
- Owen County - nordväst